# Song Qitao
Song Qitao (chiń. 宋其濤; ur. 30 stycznia 1978) – chiński judoka. Olimpijczyk z Sydney 2000, gdzie odpadł w eliminacjach kategorii 100 kg.
Piąty na mistrzostwach Azji w 2005 roku.

## Letnie Igrzyska Olimpijskie 2000
| Konkurencja    | Walki                      | Klas. końcowa  |
| Konkurencja    | 1/32                       | Miejsce        |
| -------------- | -------------------------- | -------------- |
| waga półciężka | Bassel El-Gharbawy (EGY) P | pierwsza runda |